# 拉夫堡大學
拉夫堡大學，位于英國英格兰中部东米德兰兹地区莱斯特郡拉夫堡，是1994年聯盟的成員，直到該集團於2013年11月解散。

## 学校历史

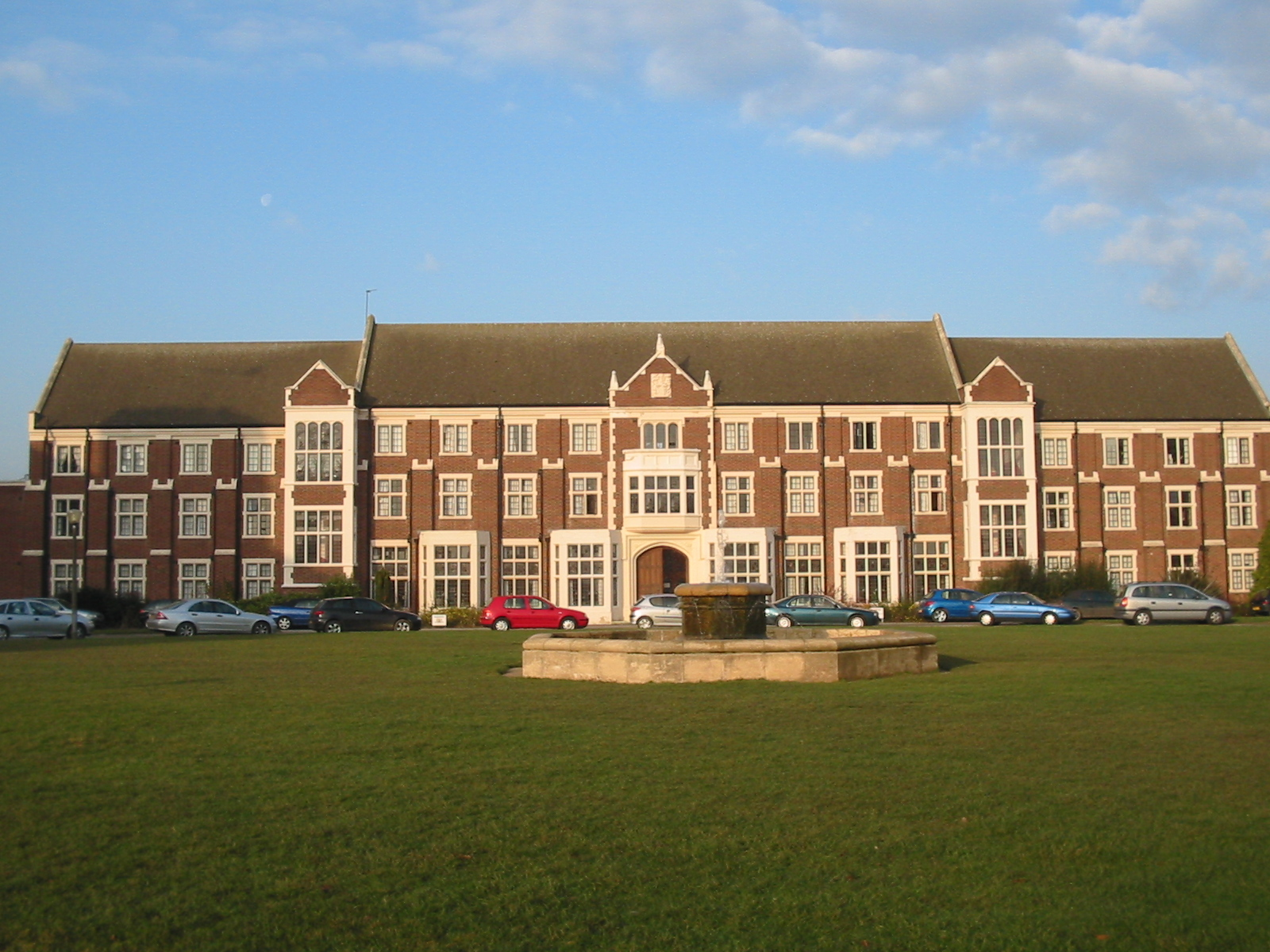
Rutland Building

来源于1909年在拉夫堡（Loughborough）成立的一个小型技术学院，后来发展为拉夫堡学院（Loughborough College）。学院由于体育方面的成就很快在1929年加入了大学体育运动联盟（Universities Athletic Union）。1952年，学院划分为四个分离的机构：工程系成为拉夫堡理工学院（Loughborough College of Technology）；教师培训部分成为拉夫堡教师培训学院，1963年更名为拉夫堡教育学院；艺术与工艺系成为拉夫堡艺术与设计学院；继续教育系成为拉夫堡技术学院（Loughborough Technical College）。
1957年，开设高等工程和应用科学课程的拉夫伯勒理工学院被命名为高等理工学院（College of Advanced Technology）。此后学校发展迅速，于1966年4月19日成为拉夫堡理工大学（Loughborough University of Technology）。从获准成立大学以来，学生数量从1850人增加到几乎15000人。

## 著名校友
校友包括许多体育界名人，如打破世界纪录的柯伊勳爵，David Moorcroft，Paula Radcliffe和史蒂夫·巴克利；著名残疾人奥林匹克运动会（Paralympic Games）运动员Tanni Grey-Thompson；橄榄球世界杯英格兰队教练Sir Clive Woodward；苏格兰和阿森纳队(Arsenal)足球运动员Bob Wilson

## 学校声誉
该大学在英国国内排在前十名以內，国际上则在200-300名之區間。

## 学校现状
全校現有師生共17000多名，其中國際學生超過2500名。目前有來自中國大陸的學生約800名，其中超過三分之二的學生在攻讀商學院和經濟系的授課型碩士課程。

## 外部連結
- 拉夫堡大学 （页面存档备份，存于）
- 拉夫堡学生会 （页面存档备份，存于）

52°46′6″N 1°13′43″W / 52.76833°N 1.22861°W